# Capo di seconda classe
Il capo di seconda classe è il secondo grado dei sottufficiali della Marina Militare Italiana ed è superiore del capo di terza classe e subordinato al capo di prima classe. Il distintivo di grado del capo di 2ª classe è costituito da due binari blu bordati d'oro. Viene indossato sulla spalla dell'uniforme invernale e sul controspallino dell'uniforme estiva.

## Storia

Fregio da berretto rigido per sottufficiali e truppa in servizio permanente della Marina Militare; si noti lo sfondo blu sotto la torre e nell'ovale dell'ancoretta.

Il grado di maresciallo in Italia fu inizialmente previsto unicamente per i marescialli d'alloggio dei Carabinieri Reali. Nel 1902 venne istituito per il Regio Esercito. Il grado era unico e superiore a quello di furiere maggiore. Successivamente nel 1907 i gradi di furiere e furiere maggiore vennero aboliti ed il grado di maresciallo venne diviso in tre classi: maresciallo di 1ª, 2ª e 3ª classe che vennero poi rinominati rispettivamente  Maresciallo maggiore, Maresciallo capo e Maresciallo ordinario. Nella Regia Marina i gradi equiparati erano quelli di capo di 1ª, 2ª e 3ª classe.
Nella Regia Marina i gradi dei sottufficiali erano nocchiere di 1ª e 2ª classe e di 2° nocchiere per la categoria dei nocchieri, capo cannoniere di 1ª e 2ª classe e 2° capo cannoniere per la categoria dei cannonieri, 1°, 2° e 3° macchinista per la categoria di macchinisti e fuochisti, capo maestro di 1ª e 2ª classe e 2° capo maestro per i sottufficiali di arsenale con il grado di capo maestro di 1ª classe riservato solo al personale di officina. Successivamente a partire dal 1868 il gradi di 2° nocchiere divenne nocchiere di 3ª classe, 2° capo cannoniere divenne capo cannoniere di 3ª classe, 3° macchinista divenne aiutante macchinista e 2° capo maestro divenne mastro di 1ª classe, che nel 1878 divenne capo maestro di 3ª classe, mentre a partire dal 1868 il grado di capo maestro di 1ª classe venne esteso a tutti i sottufficiali di arsenale e non più riservato solo al personale di officina.
Con la riforma dei gradi introdotta nel 1907, che istituiva i gradi di maresciallo, i gradi dei sottifficiali della Regia Marina, vennero unificati in capo di 1ª e 2ª classe, mentre in sostituzione del grado di capo di 3ª classe venne istituito il grado di Secondo capo anziano. 
Il grado di capo di 3ª classe sarebbe stato poi reintrodotto nella Regia Marina nel 1923.

## Distintivo di grado
Il distintivo di grado del capo di terza classe è costituito da due binari blu bordati d'oro. Viene indossato sulla spalla dell'uniforme invernale e sul controspallino dell'uniforme estiva.

Il distintivo applicato sulla spalla dell'uniforme ordinaria invernale
Il distintivo per controspallina delle uniformi ordinaria e di servizio estiva